# Gene Kelly
Gene Kelly, nome completo Eugene Curran Kelly (Pittsburgh, 23 agosto 1912 – Beverly Hills, 2 febbraio 1996), è stato un ballerino, attore, cantante, regista, produttore cinematografico, sceneggiatore, comico e coreografo statunitense.
Interprete di personaggi scanzonati e affabili, eclettico nel ballo e innovativo nella coreografia, Kelly portò uno stile di danza energico e atletico in alcuni tra i maggiori musical statunitensi, come Un americano a Parigi (1951) e Cantando sotto la pioggia (1952).
L'American Film Institute ha inserito Kelly al quindicesimo posto tra le più grandi star della storia del cinema.

## Biografia

### Origini e formazione
Gene era figlio di James Kelly, un commerciante di grammofoni di Peterborough in Ontario, e di Harriet Curran, entrambi nati da immigrati irlandesi di Derry. Terzo di cinque fratelli - Jay, Jim, Gene, Louise e Fred - il piccolo Gene venne incoraggiato dalla madre a intraprendere gli studi di danza fin da bambino, assieme al fratello minore Fred, con il quale lavorerà in duo con il nome di "The Kelly Brothers" in spettacoli amatoriali. Nel 1932 inaugurò il "Gene Kelly Studio of the Dance", una scuola di danza con sede sia a Pittsburgh che a Johnstown, in cui insegnerà assieme ai fratelli Fred e Louise. Si diplomò alla Peabody High School e frequentò l'Università di Pittsburgh, dove entrò nella confraternita Phi Kappa Theta e conseguì nel 1933 la laurea in Economia.
Agli inizi della sua carriera a Broadway, apparve nello spettacolo Leave It To Me di Cole Porter, in qualità di ballerino di supporto della cantante Mary Martin, durante l'esecuzione del numero My Heart Belongs to Daddy. Nel 1940 ottenne il ruolo principale nel musical Pal Joey di Richard Rodgers e Lorenz Hart, che gli fece guadagnare fama a livello nazionale. In questo periodo lavorò inoltre come coreografo in diversi spettacoli, inclusa la produzione di Best Foot Forward (1941).

### Carriera cinematografica
Kelly debuttò sul grande schermo nel film For Me and My Gal (1942), accanto a Judy Garland, affermandosi definitivamente due anni più tardi in Fascino (1944), al fianco di Rita Hayworth. Il film ebbe molto successo e fu il primo per il quale Kelly lavorò a buona parte delle coreografie. Nel 1946 ottenne una candidatura all'Oscar al miglior attore per il film Due marinai e una ragazza (Canta che ti passa) (1945), accanto a Frank Sinatra, con cui girerà successivamente Facciamo il tifo insieme (1949) e Un giorno a New York (1949).
Nella prima metà degli anni cinquanta, Kelly toccò l'apice della carriera quale protagonista di due indimenticabili classici di Hollywood, Un americano a Parigi (1951) e Cantando sotto la pioggia (1952), quest'ultimo co-diretto con Stanley Donen, con il quale aveva già collaborato alla regia di Un giorno a New York. Dagli anni sessanta si dedicò a vari progetti, fra i quali la regia e alcune produzioni televisive.
Le scene più memorabili dei suoi film includono:
- la danza con un gruppo di bambini francesi cantando I Got Rhythm, in Un americano a Parigi.
- l'incalzante balletto finale di Un americano a Parigi, in particolare la parte in cui impersona il ballerino di un quadro di Toulouse Lautrec.
- la scena del Broadway Melody in Cantando sotto la pioggia.
- la danza sotto la pioggia in una famosissima e imitatissima scena di Cantando sotto la pioggia; una scena filmata in due giorni mentre era ammalato con 39.4 °C di febbre.
- la danza con un'asse scricchiolante e un giornale in L'allegra fattoria.
- la danza coi pattini in È sempre bel tempo.
- la danza assieme al topo Jerry di Tom & Jerry in Due marinai e una ragazza.
- la danza con il proprio riflesso in Fascino.
- la danza nel negozio d'abbigliamento in Xanadu.

Fu il primo artista statunitense a coreografare e mettere in scena un balletto all'Opéra di Parigi.

### Ultimi anni e morte
Colpito da cellulite infettiva, a maggio 1994 venne ricoverato al St. Mary's Hospital di San Francisco, per nove giorni. Sabato 16 luglio assistette al concerto de I Tre Tenori al Dodger Stadium. Qualche giorno dopo, domenica 24, venne colpito da un ictus, a cui seguì il ricovero allo UCLA Medical Center, che durò quasi sette settimane. Un secondo ictus, ma di lieve entità, lo colpì martedì 7 febbraio 1995, causandogli un ricovero al Cedars-Sinai Medical Center. Quasi un anno dopo, Kelly morì nel sonno a casa, venerdì 2 febbraio 1996, a Beverly Hills, California, all'età di 83 anni. Il suo corpo venne cremato.

## Vita privata
Kelly si sposò tre volte:
- nel 1940 con l'attrice Betsy Blair, da cui ebbe la figlia Kerry e da cui divorziò nel 1957;
- nel 1960 con la coreografa Jeanne Coyne, che morì nel 1973. Dal matrimonio nacquero Bridget e Timothy;
- dal 1990 fino alla morte con Patricia Ward.

Cresciuto in una famiglia cattolica, divenne agnostico dopo l'appoggio dato dalla Santa Sede a Francisco Franco. Fu simpatizzante del Partito Democratico.

## Filmografia

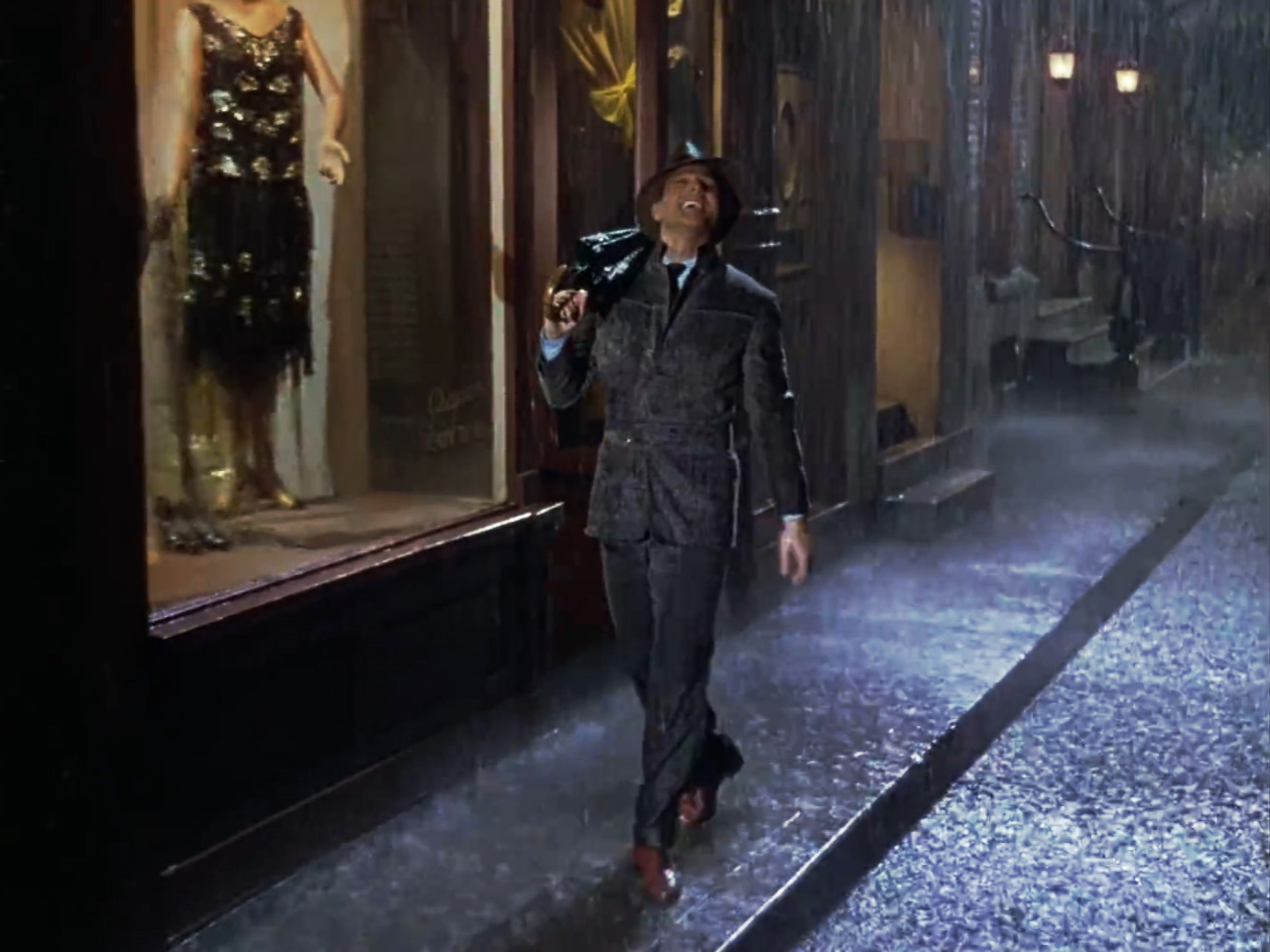
Gene Kelly in Singin' in the Rain

### Attore
- For Me and My Gal, regia di Busby Berkeley (1942)
- La parata delle stelle (Thousands Cheer), regia di George Sidney (1943)
- Pilot #5, regia di George Sidney (1943)
- Mademoiselle du Barry (Du Barry Was a Lady), regia di Roy Del Ruth (1943)
- La croce di Lorena (The Cross of Lorraine), regia di Tay Garnett (1943)
- Fascino (Cover Girl), regia di Charles Vidor (1944)
- Vacanze di Natale (Christmas Holiday), regia di Robert Siodmak (1944)
- Due marinai e una ragazza (Canta che ti passa) (Anchors Aweigh), regia di George Sidney (1945)
- Ziegfeld Follies, regia di Lemuel Ayers, Roy Del Ruth (1945)
- Living in a Big Way, regia di Gregory La Cava (1947)
- Il pirata (The Pirate), regia di Vincente Minnelli (1948)
- I tre moschettieri (The Three Musketeers), regia di George Sidney (1948)
- Parole e musica (Words and Music), regia di Norman Taurog (1948)
- Facciamo il tifo insieme (Take Me Out to the Ball Game), regia di Busby Berkeley (1949)
- Un giorno a New York (On the Town), regia di Gene Kelly e Stanley Donen (1949)
- La legge del silenzio (Black Hand), regia di Richard Thorpe (1950)
- L'allegra fattoria (Summer Stock), regia di Charles Walters (1950)
- It's a Big Country, regia di Clarence Brown e Don Hartman (1951)
- Un americano a Parigi (An American in Paris), regia di Vincente Minnelli (1951)
- Marito per forza (Love Is Better Than Ever), regia di Stanley Donen (1952)
- I lupi mannari (The Devil Makes Three), regia di Andrew Marton (1952)
- Cantando sotto la pioggia (Singin' in the Rain), regia di Gene Kelly e Stanley Donen (1952)
- Il siluro della morte (Seagulls Over Sorrento), regia di John e Roy Boulting (1954)
- Brigadoon, regia di Vincente Minnelli (1954)
- Così parla il cuore (Deep in My Heart), regia di Stanley Donen (1954)
- È sempre bel tempo (It's Always Fair Weather), regia di Gene Kelly e Stanley Donen (1955)
- The Magic Lamp (1956) (cortometraggio, solo voce)
- Trittico d'amore (Invitation to the Dance), regia di Gene Kelly (1956)
- Destinazione Parigi (The Happy Road), regia di Gene Kelly (1957)
- Les Girls, regia di George Cukor (1957)
- Vertigine (Marjorie Morningstar), regia di Irving Rapper (1958)
- ...e l'uomo creò Satana (Inherit the Wind), regia di Stanley Kramer (1960)
- Facciamo l'amore (Let's Make Love), regia di George Cukor (1960)
- Going My Way – serie TV, 30 episodi (1962-1963)
- La signora e i suoi mariti (What a Way to Go!), regia di J. Lee Thompson (1964)
- Josephine (Les demoiselles de Rochefort), regia di Jacques Demy (1967)
- La signora a 40 carati (40 Carats), regia di Milton Katselas (1973)
- C'era una volta Hollywood (That's Entertainment!), regia di Jack Haley Jr. (1974)
- Hollywood... Hollywood (That's Entertainment, Part II), regia di Gene Kelly (1976)
- Le strabilianti avventure di Superasso (Viva Knievel!), regia di Gordon Douglas (1977)
- Xanadu, regia di Robert Greenwald (1980)
- That's Entertainment III, regia di Bud Friedgen (1994)

### Regista
- Un giorno a New York (On the Town), co-regia di Stanley Donen (1949)
- Cantando sotto la pioggia (Singin' in the Rain), co-regia di Stanley Donen (1952)
- È sempre bel tempo (It's Always Fair Weather), co-regia di Stanley Donen (1955)
- Trittico d'amore (Invitation to the Dance) (1956)
- Destinazione Parigi (The Happy Road) (1957)
- Il tunnel dell'amore (The Tunnel of Love) (1958)
- Gigò (Gigot) (1962)
- Una guida per l'uomo sposato (A Guide for the Married Man) (1967)
- Hello, Dolly! (1969)
- Non stuzzicate i cowboys che dormono (The Cheyenne Social Club) 1970)
- Hollywood... Hollywood (That's Entertainment, Part II) (1976)

### Coreografo
- I tre moschettieri (The Three Musketeers) (1948)
- Un americano a Parigi (An American in Paris) (1951)
- Cantando sotto la pioggia (Singin' in the Rain) (1952)
- Brigadoon (1954)
- È sempre bel tempo (It's Always Fair Weather) (1955)
- Trittico d'amore (Invitation to the Dance) (1956)

## Riconoscimenti
Nel 1946 fu candidato all'Oscar al miglior attore per Due marinai e una ragazza (Canta che ti passa).
Nel 1952 Kelly venne insignito di un Oscar onorario "in apprezzamento della sua versatilità come attore, cantante, regista e ballerino, e in particolare per i suoi spettacolari successi nell'arte della coreografia cinematografica". Il premio gli venne nuovamente consegnato durante la cerimonia degli Academy Awards del 1984, dopo che la statuetta andò perduta in un incendio che aveva distrutto la residenza dell'attore l'anno precedente.
Nel 1956 vinse un Orso d'oro al Festival di Berlino per il film Trittico d'amore, mentre nel 1960 gli venne conferita la Légion d'honneur dal governo francese. Ottenne anche un premio alla carriera dall'American Film Institute nel 1985 e, nel 1994, fu insignito della National Medal of Arts dal Presidente Bill Clinton, ma all'epoca le sue cattive condizioni di salute non gli consentirono di ritirare di persona l'onorificenza.

## Doppiatori italiani
Nelle versioni in italiano dei suoi film, Gene Kelly è stato doppiato da:
- Adolfo Geri in: Mademoiselle du Barry, Due marinai e una ragazza (Canta che ti passa), I tre moschettieri, Facciamo il tifo insieme, Un giorno a New York, La legge del silenzio, L'allegra fattoria, Un americano a Parigi, Cantando sotto la pioggia, Destinazione Parigi, Les Girls
- Giuseppe Rinaldi in: La croce di Lorena, I lupi mannari, Il siluro della morte, È sempre bel tempo, Vertigine, ...e l'uomo creò Satana, Hollywood... Hollywood
- Sergio Di Giulio nei ridoppiaggi di: Due marinai e una ragazza (Canta che ti passa) e Facciamo il tifo insieme
- Giulio Panicali in: Vacanze di Natale
- Pino Locchi in: Parole e musica
- Stefano Sibaldi in: Brigadoon
- Gualtiero De Angelis in: Facciamo l'amore
- Nando Gazzolo in: La signora e i suoi mariti
- Renato Mori in: C'era una volta Hollywood
- Gil Baroni in: Xanadu
- Sergio Di Stefano in: Fascino (ridoppiaggio)
- Cesare Barbetti in: Il pirata (doppiaggio tardivo)
- Gianni Giuliano in: Muppet Show (ridoppiaggio Disney+)

## Citazioni
- L'attore viene citato nel testo del brano Take Away My Pain del gruppo statunitense Dream Theater.
- L'attore viene citato nel testo del brano Vogue di Madonna.
- Nel 1994 il pattinatore canadese Kurt Browning ha riproposto su ghiaccio il balletto di Singing in the Rain all'interno dello special televisivo You Must Remember This. Browning ha successivamente proposto per la prima volta il numero in una competizione nel 2012 al Medal Winners Open, una gara riservata agli atleti già vincitori di una medaglia in una delle competizioni più importanti, classificandosi secondo.
- Nel 2003 l'attore Jackie Chan omaggia la famosissima scena di Cantando sotto la pioggia nel film 2 cavalieri a Londra, coreografando un elegante combattimento con gli ombrelli, con in sottofondo le note di Singing in the Rain.
- Nel film Un americano a Roma, il personaggio di Nando Mericoni, interpretato da Alberto Sordi, afferma più volte di aspirare ad essere come il ballerino statunitense.
- Appare in una puntata de "I Griffin" in cui balla con Stewie (stagione 6 ep.9).